# Čaklje
Čaklje je chorvatská osada, jižní součást vesnice Podgora, nacházející se asi 8 km jižně od města Makarska. Nachází se pod pohořím Biokovo, výše v horách se nachází Staré Čaklje. Je součástí turisticky oblíbeného prostředí Makarská riviéra, ale nemá napojení na Jadranskou magistrálu. Pro příznivce aktivního sportu je v Čaklje plážový volejbal, v centru se nachází několik menších restaurací.